# 13577 Ukawa
13577 Ukawa eller 1993 HR1 är en asteroid i huvudbältet som upptäcktes den 16 april 1993 av de båda japanska astronomerna Kazuro Watanabe och Kin Endate vid Kitami-observatoriet. Den är uppkallad efter amatörastronomen Hirohumi Ukawa.
Den tillhör asteroidgruppen Nysa.